# احمدشاه احمدزی
احمدشاه احمدزی ساطحی (زادهٔ ۳۰ مارس ۱۹۴۴ – درگذشتهٔ ۱۷ اکتبر ۲۰۲۱) سیاست‌مدار اهل افغانستان بود که از سال ۱۹۹۲ تا ۱۹۹۶ نخست‌وزیر دولت اسلامی افغانستان بود. احمدزی که از پشتون‌های قبیلهٔ احمدزی است از فرماندهان مجاهدین افغان در زمان جنگ شوروی در افغانستان بود.
وی ابتدا از متحدان نزدیک برهان‌الدین ربانی بود اما سپس به اتحاد اسلامی افغانستان (به رهبری رسول سیاف) بود و پس از پیروزی مجاهدین و ریاست‌جمهوری برهان‌الدین ربانی به عنوان نخست‌وزیر انتخاب شد. وی در زمان سقوط کابل توسط نیروهای طالبان در اجلاس سازمان ملل در نیویورک حضور داشت و بعد از آن تا زمان سقوط طالبان در سال ۲۰۰۱ در استانبول و لندن زندگی می‌کرد.
احمدزی پس از سقوط طالبان به افغانستان برگشت و در انتخابات ریاست‌جمهوری ۱۳۸۳ افغانستان شرکت کرده و هرچند در روزهای آخر در اعتراض به تقلب انصراف داد اما اعلام شد که با ۰٫۸٪ آراء در رتبه هشتم قرار گرفته است. را به دست آورد.
وی در ۲۵ میزان/مهر ۱۴۰۰ خورشیدی، درگذشت.